# Violent Femmes
Violent Femmes – amerykańska grupa postpunkowa,  z Milwaukee w stanie Wisconsin utworzona z inicjatywy Gordona Gano, Briana Ritchiego i Victora de Lorenzo. Korzeniami sięgająca również do twórczości garażowych grup z lat 60. oraz wykonawców z kręgu złotej ery rock n' rolla w jej nieugładzonej, dzikiej wersji. W jej twórczości można się także doszukać wpływów muzyki country, gospel oraz wiejskiego, zbastardyzowanego bluesa. Pod względem literackim, zwłaszcza na płycie pierwszej – Violent Femmes, przedstawiła (piórem Gordona Gano), zadziwiająco celną syntezę okresu dojrzewania, ze wszystkimi jego odcieniami – od rozpaczy, poprzez furię, zniechęcenie po tęsknotę. Z czasem w tekstach zaczęły pojawiać się również wątki na wskroś religijne. Oryginalny, jakby naznaczony bólem, głos Gano doskonale korespondował z minimalistyczną warstwą dźwiękową, surową, nieoszlifowaną, czasami pełną zgiełku i dysonansów. Twórczość Violent Femmes, na wskroś amerykańska, stała się źródłem inspiracji dla wszelakiej maści twórców piosenek. Mimo tego grupa nie jest zbyt popularna, więc zapewne rację miał Gordon Gano, mówiąc, iż są najbardziej znanym nieznanym zespołem na świecie.

## Skład
- Gordon Gano – śpiew i gitara
- Brian Ritchie – gitara basowa i śpiew
- Victor de Lorenzo – perkusja
- Guy Hoffman – gitara

## Dyskografia
- Violent Femmes (1983)
- Hallowed Ground (1985)
- Blind Leading the Naked (1986)
- 3 (1989)
- Debacle: The First Decade (1990)
- Why Do Birds Sing? (1991)
- Add It Up (1981-1993) (1993)
- New Times (1994)
- Rock!!!!! (1995)
- Viva! Wisconsin (1999)
- Freak Magnet (2000)
- Something's Wrong (2001)